# 斜下假瘤蕨
斜下假瘤蕨（学名：Phymatopteris stracheyi）为水龙骨科假瘤蕨属下的一个种。

## 扩展阅读
- 維基物種上的相關：斜下假瘤蕨